# Constantin Gâlcă
Constantin Gâlcă (Bucarest, 8 marzo 1972) è un allenatore di calcio ed ex calciatore romeno, di ruolo centrocampista, tecnico del Rapid Bucarest.

## Carriera

### Giocatore
Ha iniziato la carriera professionistica nel 1988-1989, con l'Argeş Piteşti, squadra rumena con cui ha conquistato anche la maglia della Romania under 21. Acquistato dalla Steaua Bucarest, nella sua prima stagione, è riuscito a siglare 5 reti in 26 partite.
Durante la terza stagione con la Steaua ha partecipato alle qualificazioni per il campionato del mondo 1994 con la Romania e ha debuttato a 21 anni, nella partita contro Israele, vinta per 1-0. Nel 1994, ha giocato 10 partite per la sua Nazionale, comprese tre disputate al campionato del mondo, quando la sua squadra è stata eliminata ai quarti dalla Svezia.
È rimasto alla Steaua fino al 1996 quando, dopo aver vinto la Coppa di Romania, è passato agli spagnoli del Mallorca. Ha lasciato il club di Bucarest dopo 148 partite e 24 reti. Al primo anno in Spagna ha segnato 13 reti in 34 partite. Dopo l'esperienza col Mallorca, è passato all'Espanyol, dove ha giocato per cinque stagioni. Nella stagione 1999-2000 la squadra ha vinto la Copa del Rey, venendo schierato in campo in 32 partite; ha realizzato 6 reti.
Dopo aver lasciato la Romania, Gâlcă è stato convocato in Nazionale per altre 40 volte e ha partecipato alle qualificazioni per il campionato del mondo 1998 e il campionato d'Europa 2000. È stato schierato a centrocampo, in coppia con Dorinel Munteanu. Durante le qualificazioni al Mondiale 1998, la Romania è rimasta imbattuta per dieci partite, pareggiandone soltanto una. Ha segnato, durante questa serie positiva, 37 reti (di cui due di Gâlcă) e ne ha concesse quattro.
È rimasto all'Espanyol fino al 2001, quando è passato al Villarreal. Anche qui è statoil titolare a centrocampo e ha segnato una rete in 36 gare. Nel campionato successivo è stato mandato in prestito al Real Saragozza, e al termine del prestito il Villarreal lo ha svincolato dal contratto.
Ha firmato quindi per l'Almería, dove è rimasto per tre stagioni.

### Allenatore
Proprio dall'Almeria debutta come allenatore della squadra B, per poi avere un'esperienza come allenatore della Romania Under-17.
Il 4 giugno 2014 diventa il nuovo tecnico della Steaua Bucarest, con cui vince lo scudetto e la Coppa di Romania.
Il 14 dicembre 2015 sostituisce l'esonerato Sergio Gonzalez sulla panchina dell'Espanyol.
Il 27 maggio 2016 viene esonerato dopo il campionato deludente della società biancoblu.
Dopo un paio di esperienze in Arabia Saudita tra il 2016 e il 2017, prima all'Al-Taawoun e poi all'Al-Fayha, ritorna ad allenare nel marzo 2019 quando viene chiamato alla guida dei danesi del Vejle, che al momento del suo arrivo occupavano l'ultimo posto della Superligaen. 
Dopo aver vinto la seconda serie nella stagione 2019-20 ed essere sopravvissuto al ritorno nella massima serie, lascia la squadra nel maggio 2021.
Torna nella massima serie saudita il 10 dicembre 2021, unendosi all'Al-Hazem. Lascia il club nel febbraio 2022.
Il 16 aprile 2023, viene nominato allenatore del Radomiak Radom, squadra polacca dell'Ekstraklasa. Dopo alcuni disaccordi con la società, il 27 novembre 2023 lascia il club di comune accordo.
Il 17 aprile 2024, diventa il nuovo allenatore dell'U Craiova, tornando in Romania dopo 9 anni.

## Statistiche

### Cronologia presenze e reti in nazionale
| Cronologia completa delle presenze e delle reti in nazionale ― Israele | Cronologia completa delle presenze e delle reti in nazionale ― Israele | Cronologia completa delle presenze e delle reti in nazionale ― Israele | Cronologia completa delle presenze e delle reti in nazionale ― Israele | Cronologia completa delle presenze e delle reti in nazionale ― Israele | Cronologia completa delle presenze e delle reti in nazionale ― Israele | Cronologia completa delle presenze e delle reti in nazionale ― Israele | Cronologia completa delle presenze e delle reti in nazionale ― Israele |
| Data                                                                   | Città                                                                  | In casa                                                                | Risultato                                                              | Ospiti                                                                 | Competizione                                                           | Reti                                                                   | Note                                                                   |
| ---------------------------------------------------------------------- | ---------------------------------------------------------------------- | ---------------------------------------------------------------------- | ---------------------------------------------------------------------- | ---------------------------------------------------------------------- | ---------------------------------------------------------------------- | ---------------------------------------------------------------------- | ---------------------------------------------------------------------- |
| 22-9-1993                                                              | Bucarest                                                               | Romania                                                                | 1 – 0                                                                  | Israele                                                                | Amichevole                                                             | -                                                                      | Ammonizione                                                            |
| 13-2-1994                                                              | Hong Kong                                                              | Stati Uniti                                                            | 1 – 2                                                                  | Romania                                                                | Amichevole                                                             | -                                                                      |                                                                        |
| 16-2-1994                                                              | Changwon                                                               | Corea del Sud                                                          | 1 – 2                                                                  | Romania                                                                | Amichevole                                                             | -                                                                      | 46’                                                                    |
| 23-3-1994                                                              | Belfast                                                                | Irlanda del Nord                                                       | 2 – 0                                                                  | Romania                                                                | Amichevole                                                             | -                                                                      | 76’                                                                    |
| 25-5-1994                                                              | Bucarest                                                               | Romania                                                                | 2 – 0                                                                  | Nigeria                                                                | Amichevole                                                             | -                                                                      |                                                                        |
| 1-6-1994                                                               | Bucarest                                                               | Romania                                                                | 0 – 0                                                                  | Slovenia                                                               | Amichevole                                                             | -                                                                      | 46’                                                                    |
| 12-6-1994                                                              | Mission Viejo                                                          | Romania                                                                | 1 – 1                                                                  | Svezia                                                                 | Amichevole                                                             | -                                                                      | 78’                                                                    |
| 26-6-1994                                                              | Pasadena                                                               | Stati Uniti                                                            | 0 – 1                                                                  | Romania                                                                | Mondiali 1994 - 1º turno                                               | -                                                                      | 83’                                                                    |
| 3-7-1994                                                               | Pasadena                                                               | Romania                                                                | 3 – 2                                                                  | Argentina                                                              | Mondiali 1994 - Ottavi di finale                                       | -                                                                      | 86’                                                                    |
| 14-12-1994                                                             | Tel Aviv                                                               | Israele                                                                | 1 – 1                                                                  | Romania                                                                | Qual. Euro 1996                                                        | -                                                                      | 73’                                                                    |
| 8-2-1995                                                               | Kalamata                                                               | Grecia                                                                 | 1 – 0                                                                  | Romania                                                                | Amichevole                                                             | -                                                                      |                                                                        |
| 15-2-1995                                                              | Smirne                                                                 | Turchia                                                                | 1 – 1                                                                  | Romania                                                                | Amichevole                                                             | -                                                                      |                                                                        |
| 6-9-1995                                                               | Zabrze                                                                 | Polonia                                                                | 0 – 0                                                                  | Romania                                                                | Qual. Euro 1996                                                        | -                                                                      | 75’ 82’                                                                |
| 27-3-1996                                                              | Belgrado                                                               | Jugoslavia                                                             | 1 – 0                                                                  | Romania                                                                | Amichevole                                                             | -                                                                      | 46’                                                                    |
| 24-4-1996                                                              | Bucarest                                                               | Romania                                                                | 5 – 0                                                                  | Georgia                                                                | Amichevole                                                             | 1                                                                      | 61’                                                                    |
| 1-6-1996                                                               | Bucarest                                                               | Romania                                                                | 3 – 1                                                                  | Moldavia                                                               | Amichevole                                                             | -                                                                      | 54’                                                                    |
| 13-6-1996                                                              | Newcastle-upon-Tyne                                                    | Bulgaria                                                               | 1 – 0                                                                  | Romania                                                                | Euro 1996 - 1º turno                                                   | -                                                                      | 46’                                                                    |
| 18-6-1996                                                              | Leeds                                                                  | Romania                                                                | 1 – 2                                                                  | Spagna                                                                 | Euro 1996 - 1º turno                                                   | -                                                                      | 78’                                                                    |
| 14-8-1996                                                              | Bucarest                                                               | Romania                                                                | 2 – 0                                                                  | Israele                                                                | Amichevole                                                             | -                                                                      | 89’                                                                    |
| 31-8-1996                                                              | Bucarest                                                               | Romania                                                                | 3 – 0                                                                  | Lituania                                                               | Qual. Mondiali 1998                                                    | 1                                                                      |                                                                        |
| 9-10-1996                                                              | Reykjavík                                                              | Islanda                                                                | 0 – 4                                                                  | Romania                                                                | Qual. Mondiali 1998                                                    | -                                                                      |                                                                        |
| 14-12-1996                                                             | Skopje                                                                 | Macedonia                                                              | 0 – 3                                                                  | Romania                                                                | Qual. Mondiali 1998                                                    | -                                                                      | 41’                                                                    |
| 29-3-1997                                                              | Bucarest                                                               | Romania                                                                | 8 – 0                                                                  | Liechtenstein                                                          | Qual. Mondiali 1998                                                    | -                                                                      |                                                                        |
| 2-4-1997                                                               | Vilnius                                                                | Lituania                                                               | 0 – 1                                                                  | Romania                                                                | Qual. Mondiali 1998                                                    | -                                                                      | 48’                                                                    |
| 20-8-1997                                                              | Bucarest                                                               | Romania                                                                | 4 – 2                                                                  | Macedonia                                                              | Qual. Mondiali 1998                                                    | 1                                                                      | 84’                                                                    |
| 6-9-1997                                                               | Eschen                                                                 | Liechtenstein                                                          | 1 – 8                                                                  | Romania                                                                | Qual. Mondiali 1998                                                    | -                                                                      |                                                                        |
| 10-9-1997                                                              | Bucarest                                                               | Romania                                                                | 4 – 0                                                                  | Islanda                                                                | Qual. Mondiali 1998                                                    | 1                                                                      |                                                                        |
| 11-10-1997                                                             | Dublino                                                                | Irlanda                                                                | 1 – 1                                                                  | Romania                                                                | Qual. Mondiali 1998                                                    | -                                                                      |                                                                        |
| 19-11-1997                                                             | Palma di Maiorca                                                       | Spagna                                                                 | 1 – 1                                                                  | Romania                                                                | Amichevole                                                             | -                                                                      |                                                                        |
| 18-3-1998                                                              | Bucarest                                                               | Romania                                                                | 0 – 1                                                                  | Israele                                                                | Amichevole                                                             | -                                                                      | 73’                                                                    |
| 8-4-1998                                                               | Bucarest                                                               | Romania                                                                | 2 – 1                                                                  | Grecia                                                                 | Amichevole                                                             | -                                                                      | 86’                                                                    |
| 22-4-1998                                                              | Bruxelles                                                              | Belgio                                                                 | 1 – 1                                                                  | Romania                                                                | Amichevole                                                             | -                                                                      | 86’                                                                    |
| 3-6-1998                                                               | Bucarest                                                               | Romania                                                                | 3 – 2                                                                  | Paraguay                                                               | Amichevole                                                             | -                                                                      | 81’                                                                    |
| 6-6-1998                                                               | Ploiești                                                               | Romania                                                                | 5 – 1                                                                  | Moldavia                                                               | Amichevole                                                             | -                                                                      | 57’                                                                    |
| 15-6-1998                                                              | Lione                                                                  | Romania                                                                | 1 – 0                                                                  | Colombia                                                               | Mondiali 1998 - 1º turno                                               | -                                                                      |                                                                        |
| 22-6-1998                                                              | Tolosa                                                                 | Romania                                                                | 2 – 1                                                                  | Inghilterra                                                            | Mondiali 1998 - 1º turno                                               | -                                                                      |                                                                        |
| 26-6-1998                                                              | Saint-Denis                                                            | Tunisia                                                                | 1 – 1                                                                  | Romania                                                                | Mondiali 1998 - 1º turno                                               | -                                                                      |                                                                        |
| 30-6-1998                                                              | Bordeaux                                                               | Romania                                                                | 0 – 1                                                                  | Croazia                                                                | Mondiali 1998 - Ottavi di finale                                       | -                                                                      |                                                                        |
| 19-8-1998                                                              | Oslo                                                                   | Norvegia                                                               | 0 – 0                                                                  | Romania                                                                | Amichevole                                                             | -                                                                      | 48’                                                                    |
| 2-9-1998                                                               | Bucarest                                                               | Romania                                                                | 7 – 0                                                                  | Liechtenstein                                                          | Qual. Euro 2000                                                        | -                                                                      |                                                                        |
| 5-9-1998                                                               | Ta' Qali                                                               | Germania                                                               | 1 – 1                                                                  | Germania                                                               | Amichevole                                                             | -                                                                      |                                                                        |
| 10-10-1998                                                             | Porto                                                                  | Portogallo                                                             | 0 – 1                                                                  | Romania                                                                | Qual. Euro 2000                                                        | -                                                                      |                                                                        |
| 14-10-1998                                                             | Bucarest                                                               | Ungheria                                                               | 1 – 1                                                                  | Romania                                                                | Qual. Euro 2000                                                        | -                                                                      |                                                                        |
| 10-3-1999                                                              | Bucarest                                                               | Romania                                                                | 0 – 2                                                                  | Israele                                                                | Amichevole                                                             | -                                                                      |                                                                        |
| 27-3-1999                                                              | Bucarest                                                               | Romania                                                                | 0 – 0                                                                  | Slovacchia                                                             | Qual. Euro 2000                                                        | -                                                                      | 59’                                                                    |
| 31-3-1999                                                              | Baku                                                                   | Azerbaigian                                                            | 0 – 1                                                                  | Romania                                                                | Qual. Euro 2000                                                        | -                                                                      |                                                                        |
| 28-4-1999                                                              | Bucarest                                                               | Romania                                                                | 1 – 0                                                                  | Belgio                                                                 | Amichevole                                                             | -                                                                      | 62’                                                                    |
| 5-6-1999                                                               | Bucarest                                                               | Romania                                                                | 2 – 0                                                                  | Ungheria                                                               | Qual. Euro 2000                                                        | -                                                                      |                                                                        |
| 9-6-1999                                                               | Bucarest                                                               | Romania                                                                | 4 – 0                                                                  | Azerbaigian                                                            | Qual. Euro 2000                                                        | -                                                                      |                                                                        |
| 18-8-1999                                                              | Limassol                                                               | Cipro                                                                  | 2 – 2                                                                  | Romania                                                                | Amichevole                                                             | -                                                                      | 74’                                                                    |
| 4-9-1999                                                               | Bratislava                                                             | Slovacchia                                                             | 1 – 5                                                                  | Romania                                                                | Qual. Euro 2000                                                        | -                                                                      |                                                                        |
| 8-9-1999                                                               | Bucarest                                                               | Romania                                                                | 1 – 1                                                                  | Portogallo                                                             | Qual. Euro 2000                                                        | -                                                                      |                                                                        |
| 9-10-1999                                                              | Vaduz                                                                  | Liechtenstein                                                          | 0 – 3                                                                  | Romania                                                                | Qual. Euro 2000                                                        | -                                                                      | 75’                                                                    |
| 3-6-2000                                                               | Bucarest                                                               | Romania                                                                | 2 – 1                                                                  | Grecia                                                                 | Amichevole                                                             | -                                                                      | 60’                                                                    |
| 12-6-2000                                                              | Liegi                                                                  | Germania                                                               | 1 – 1                                                                  | Romania                                                                | Euro 2000 - 1º turno                                                   | -                                                                      |                                                                        |
| 17-6-2000                                                              | Arnhem                                                                 | Romania                                                                | 0 – 1                                                                  | Portogallo                                                             | Euro 2000 - 1º turno                                                   | -                                                                      |                                                                        |
| 20-6-2000                                                              | Charleroi                                                              | Inghilterra                                                            | 2 – 3                                                                  | Romania                                                                | Euro 2000 - 1º turno                                                   | -                                                                      | 68’                                                                    |
| 24-6-2000                                                              | Bruxelles                                                              | Italia                                                                 | 2 – 0                                                                  | Romania                                                                | Euro 2000 - Quarti di finale                                           | -                                                                      | 68’                                                                    |
| 16-8-2000                                                              | Bucarest                                                               | Romania                                                                | 1 – 1                                                                  | Polonia                                                                | Amichevole                                                             | -                                                                      | 75’                                                                    |
| 7-10-2000                                                              | Milano                                                                 | Italia                                                                 | 3 – 0                                                                  | Romania                                                                | Qual. Mondiali 2002                                                    | -                                                                      |                                                                        |
| 15-11-2000                                                             | Bucarest                                                               | Romania                                                                | 2 – 1                                                                  | Jugoslavia                                                             | Amichevole                                                             | -                                                                      | cap. 71’                                                               |
| 28-2-2001                                                              | Strovolos                                                              | Romania                                                                | 3 – 0                                                                  | Lituania                                                               | Amichevole                                                             | -                                                                      | cap. 46’                                                               |
| 24-3-2001                                                              | Bucarest                                                               | Romania                                                                | 0 – 2                                                                  | Italia                                                                 | Qual. Mondiali 2002                                                    | -                                                                      | 15’                                                                    |
| 28-3-2001                                                              | Tbilisi                                                                | Georgia                                                                | 0 – 2                                                                  | Romania                                                                | Qual. Mondiali 2002                                                    | -                                                                      | 20’                                                                    |
| 25-4-2001                                                              | Ploiești                                                               | Romania                                                                | 0 – 0                                                                  | Slovacchia                                                             | Amichevole                                                             | -                                                                      | 46’                                                                    |
| 21-8-2002                                                              | Costanza                                                               | Romania                                                                | 0 – 1                                                                  | Grecia                                                                 | Amichevole                                                             | -                                                                      | 46’                                                                    |
| 9-2-2005                                                               | Larnaca                                                                | Romania                                                                | 2 – 2                                                                  | Slovacchia                                                             | Amichevole                                                             | -                                                                      |                                                                        |
| 30-3-2005                                                              | Skopje                                                                 | Macedonia                                                              | 1 – 2                                                                  | Romania                                                                | Qual. Mondiali 2006                                                    | -                                                                      |                                                                        |
| Totale                                                                 |                                                                        | Presenze                                                               | 68                                                                     |                                                                        | Reti                                                                   | 4                                                                      |                                                                        |

## Palmarès

### Giocatore

#### Club

##### Competizioni nazionali
- Campionato rumeno: 4

Steaua Bucarest: 1992-1993, 1993-1994, 1994-1995, 1995-1996
- Coppa di Romania: 2

Steaua Bucarest: 1991-1992, 1995-1996
- Supercoppa di Romania: 2

Steaua Bucarest: 1994, 1995
- Coppa di Spagna: 1

Espanyol: 1999-2000

### Allenatore

#### Club

##### Competizioni nazionali
- Coppa di lega rumena: 1

Steaua Bucarest: 2014-15
- Campionato rumeno: 1

Steaua Bucarest: 2014-2015
- Coppa di Romania: 1

Steaua Bucarest: 2014-2015
- 1. Division: 1

Vejle: 2019-20